# Wörner (Alpen)
Der Wörner ist ein 2474 m ü. A. hoher Berg im Karwendel an der Grenze zwischen Bayern und Tirol. Er befindet sich in der Nördlichen Karwendelkette, die am Wörner von Südwesten kommend nach Osten umschwenkt. Der Nordwestgrat des Wörners ist recht markant und von vielen anderen Gipfeln der Region leicht zu erkennen.
Die Erstbesteigung erfolgte vermutlich 1853 bei der österreichischen Triangulierung von Süden (Karwendeltal, Großkar); später dann durch Hermann von Barth (1870), ebenfalls aus Süden (II, brüchig, zuletzt ausgesetzt).
Heute wird der Berg zumeist durch die Westflanke bestiegen. Der Normalweg beginnt am Wörnersattel (1989 m ü. NHN), der von Mittenwald über die Hochlandhütte (1623 m ü. NHN) oder alternativ die Verein-Alm (Fahrrad-Depot auf 1430 m ü. NHN) aus erreichbar ist: zunächst unschwieriger, aber langer und steiler Anstieg durch Felsgelände, ab einer Querung auf 2330 m ü. NHN eine Kletterstelle (II−), zum Teil etwas ausgesetzt.
Eine ganze Reihe im Fels verbliebener Haken zeigt, dass in der Vergangenheit bei Begehungen durch Truppenteile der Mittenwalder Gebirgsjäger absturzgefährdete Kletterstellen durch Seilgeländer versichert worden waren. Lange Zeit war der Weg nur durch Steinmandl und einige Pfeile markiert, und die Orientierung war namentlich im Abstieg schwierig. Seit 2002 ist der Weg jedoch durchgehend markiert.
Vom Gipfel überblickt man das Karwendeltal und die Hinterautal-Vomper-Kette von der Pleisenspitze bis zur Birkkarspitze; im Norden liegen sehr nah die Schöttelkarspitze und die Soiernspitze, dadurch ist die Fernsicht in dieser Richtung eingeschränkt.

## Trivia
Am 9. Juli 1985 bestieg der damalige Verteidigungsminister Manfred Wörner begleitet von Mittenwalder Heeresbergführern den namensgleichen Gipfel.